# 米底捷斯基球場
米底捷斯基球場（Madejski Stadium，发音为/məˈdeɪski/）是位於英格蘭伯克郡雷丁的足球運動場，球場以雷丁足球俱乐部的主席約翰·米底捷斯基（John Madejski）的姓氏命名。

## 概覽
米底捷斯基球場是雷丁足球俱乐部的主場球場，於1998年8月22日舉行首場足球賽事，雷丁以3-0擊敗到訪的盧頓，格兰特·布雷布纳（Grant Brebner）射入首個入球。而聯合式橄欖球球會「倫敦愛爾蘭人」（London Irish）以租戶身份在此進行主場賽事。球場亦是「雷丁半馬拉松」（Reading Half Marathon）的終點。
球場鄰近「M4高速公路」，地盤原址是家居垃圾堆填區，故此現時球場周圍滿佈排廢氣管道。球場耗資超過5,000萬英鎊建造，而草坪表面採用天然草加固人造草纤维，舖設費用超過75萬英鎊。  
米底捷斯基球場在1998年9月10日由比爾吉特格洛斯特公爵夫人比哲特主持正式揭幕。
2006/07年球季雷丁歷來首次升班到頂級的英格蘭超級聯賽，因此開季數場賽事均取得滿座之盛況，雷丁於2006年宣佈計劃申請將球場擴建到可容37,000至38,000名觀眾，在2007年1月24日正式提出申請，建議初步擴建東看台增加6,000座（總容量增加至約30,000人），及最後擴建北看台及南看台，使容量達到計劃的總容量，同年5月24日宣佈擴建計劃獲得批准，可將容量增加至36,900座。第一期會擴建東看台增加6,600座，原定於2007年動工，但因工程影響到已售出季票的座位，工程被迫延後至2008年中，但隨著雷丁於2008年降班返回英冠，所有擴建計劃立即叫停，相信要待雷丁再次取得升班英超才會復工。

## 結構

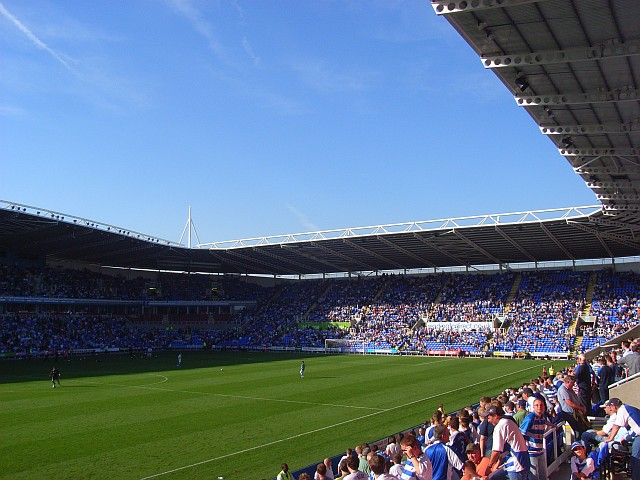
米底捷斯基球場內觀

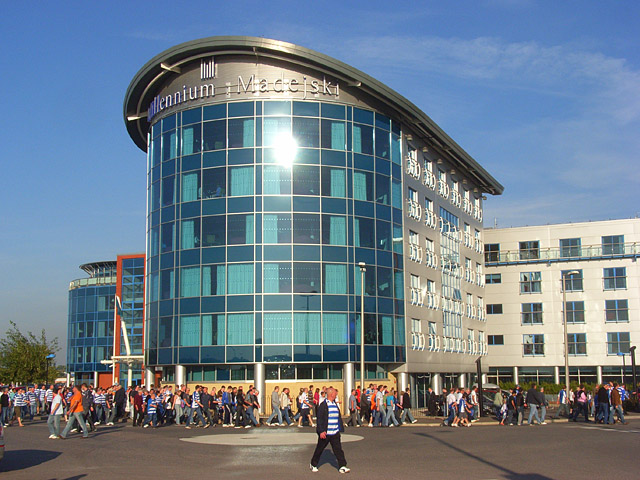
米底捷斯基千禧酒店

米底捷斯基球場是全坐席碗形運動場，可以容納24,161名觀眾。 

### 看台
北看台
北看台（North Stand）可容4,946名觀眾，包括39個輪椅座位，於倫敦愛爾蘭人進行賽事時，這個看台通常空置。
南看台
南看台（South Stand）可容4,350名觀眾，當雷丁舉行賽事時，預留2,327個座位供客隊球迷入座觀戰，佔連接東看台的半邊看台。倫敦愛爾蘭人最初的租約只會在進行大戰時才會開放南看台，但續租時訂明自2008/09年球季開始，南看台開放予所有倫敦愛爾蘭人的賽事，同時亦可發售季票。
東看台
東看台（East Stand）可容7,286名觀眾，包括28個輪椅座位，球場的大屏幕置於毗連南看台的角落。
西看台
西看台（West Stand）分上、下兩層，中間為一列行政廂房分隔，球員通道及後備席廂均置於球場這面。西看台後方為「米底捷斯基千禧酒店」（Millennium Madejski Hotel）。

## 外部連結
- 雷丁官網：球場資料